# Тобіганна Тауншип (округ Монро, Пенсільванія)
Тобіганна Тауншип (англ. Tobyhanna Township) — селище (англ. township) в США, в окрузі Монро штату Пенсільванія. Населення — 8315 осіб (2020).

### Клімат
| Клімат : Тобіганна Тауншип | Клімат : Тобіганна Тауншип | Клімат : Тобіганна Тауншип | Клімат : Тобіганна Тауншип | Клімат : Тобіганна Тауншип | Клімат : Тобіганна Тауншип | Клімат : Тобіганна Тауншип | Клімат : Тобіганна Тауншип | Клімат : Тобіганна Тауншип | Клімат : Тобіганна Тауншип | Клімат : Тобіганна Тауншип | Клімат : Тобіганна Тауншип | Клімат : Тобіганна Тауншип | Клімат : Тобіганна Тауншип |
| Показник                   | Січ.                       | Лют.                       | Бер.                       | Квіт.                      | Трав.                      | Черв.                      | Лип.                       | Серп.                      | Вер.                       | Жовт.                      | Лист.                      | Груд.                      | Рік                        |
| Абсолютний максимум, °C    | 16,4                       | 22,3                       | 27,4                       | 30,9                       | 32,1                       | 31,7                       | 34,5                       | 33,7                       | 31,7                       | 28,2                       | 23,6                       | 18,9                       | 34,5                       |
| Середній максимум, °C      | −0,4                       | 1,6                        | 6,3                        | 13,4                       | 19,5                       | 23,9                       | 26,2                       | 25,3                       | 21,4                       | 14,9                       | 8,7                        | 2,0                        | 13,6                       |
| Середня температура, °C    | −5,3                       | −3,7                       | 0,7                        | 7,1                        | 12,9                       | 17,6                       | 20,0                       | 19,2                       | 15,2                       | 8,8                        | 3,7                        | −2,4                       | 7,8                        |
| Середній мінімум, °C       | −10,2                      | −8,9                       | −4,9                       | 0,8                        | 6,4                        | 11,3                       | 13,8                       | 13,0                       | 8,9                        | 2,7                        | −1,4                       | −6,9                       | 2,1                        |
| Абсолютний мінімум, °C     | −30,9                      | −25,6                      | −22                        | −12,7                      | −2,9                       | −0,1                       | 2,8                        | 0,6                        | −3,1                       | −9,3                       | −18,7                      | −26,4                      | −30,9                      |
| Норма опадів, мм           | 96                         | 80                         | 107                        | 117                        | 120                        | 132                        | 120                        | 104                        | 131                        | 126                        | 112                        | 109                        | 1353                       |
| Вологість повітря, %       | 74.1                       | 68.6                       | 63.9                       | 59.9                       | 62.7                       | 71.5                       | 71.4                       | 74.4                       | 75.1                       | 72.0                       | 71.0                       | 74.0                       | 69.9                       |
| -------------------------- | -------------------------- | -------------------------- | -------------------------- | -------------------------- | -------------------------- | -------------------------- | -------------------------- | -------------------------- | -------------------------- | -------------------------- | -------------------------- | -------------------------- | -------------------------- |
| Джерело: PRISM             |                            |                            |                            |                            |                            |                            |                            |                            |                            |                            |                            |                            |                            |

## Демографія
Згідно з переписом 2010 року, у селищі мешкали 8554 особи в 3433 домогосподарствах у складі 2450 родин. Було 7347 помешкань
Расовий склад населення:
| - 81,8 % — білих - 10,0 % — чорних або афроамериканців - 1,4 % — азіатів - 0,5 % — корінних американців - 4,1 % — осіб інших рас |

До двох чи більше рас належало 2,2 %. Частка іспаномовних становила 11,8 % від усіх жителів.
За віковим діапазоном населення розподілялося таким чином: 20,7 % — особи молодші 18 років, 61,8 % — особи у віці 18—64 років, 17,5 % — особи у віці 65 років та старші. Медіана віку мешканця становила 45,3 року. На 100 осіб жіночої статі у селищі припадало 102,3 чоловіків;  на 100 жінок у віці від 18 років та старших — 100,6 чоловіків також старших 18 років.
Середній дохід на одне домашнє господарство  становив 62 815 доларів США (медіана — 49 978), а середній дохід на одну сім'ю — 65 262 долари (медіана — 51 302). Медіана доходів становила 47 741 долар для чоловіків та 33 229 доларів для жінок. За межею бідності перебувало 13,8 % осіб, у тому числі 29,0 % дітей у віці до 18 років та 2,5 % осіб у віці 65 років та старших.
Цивільне працевлаштоване населення становило 3101 особа. Основні галузі зайнятості: мистецтво, розваги та відпочинок — 18,6 %, роздрібна торгівля — 17,4 %, освіта, охорона здоров'я та соціальна допомога — 16,6 %.